# Disc Hologràfic Versàtil
El Disc Hologràfic Versàtil (HVD) (en anglès, Holographic Versatile Disc, HVD) és una tecnologia de disc òptic. Pot contenir moltes més vegades de quantitat d'informació que un disc Blu-ray. Es fa servir una tècnica coneguda com a holografia co-lineal, pel qual dos raigs làsers verds col·limen en un sol raig.

## HVD Alliance
HVD Alliance és un grup de companyies que s'han unit en un fòrum de proves i discussió tècnica de tots els aspectes del disseny i producció d'HVD amb l'esperança d'accelerar el desenvolupament. Aquesta aliança formada originalment per sis companyies a Yokohama, Japó, el 2 de febrer de 2005.